# José Luis Massera
José Luis Massera (Génova, 8 de junio de 1915-Montevideo, 9 de septiembre de 2002) fue un ingeniero, matemático y político uruguayo, famoso por el lema que lleva su nombre, que resuelve el problema de la estabilidad del equilibrio en las ecuaciones diferenciales no lineales en términos de la función de Lyapunov.
Hijo del senador del Partido Colorado José Pedro Massera, nació en Italia, de padres uruguayos momentáneamente de paso en Europa. Como tal fue inscrito en el consulado uruguayo en Génova, siendo por esto ciudadano uruguayo. En la Facultad de Ingeniería de la Universidad de la República de Montevideo se graduó como ingeniero industrial.
Desde 2017 un asteroide lleva su nombre.

## Actividad académica
Massera enseñó en la Facultad de Ingeniería de la Universidad de la República en Montevideo, desde aún antes de su graduación, y cofundó junto a Rafael Laguardia (1906-1980) el Instituto de Matemática y Estadística de la misma. Contribuyó significativamente a la formación de un grupo de investigadores en matemática y, en particular, en Ecuaciones Diferenciales. Sus investigaciones en este campo lo llevaron a editar un tratado sobre ecuaciones diferenciales lineales, junto con Juan Jorge Schäffer, que es uno de los textos cruciales del campo.
En la actualidad, el grupo que investiga en Sistemas Dinámicos, fundado luego de la dictadura por Jorge Lewowicz, ha utilizado con éxito los métodos ideados por Massera, encarando temas muy distantes, en cierto modo opuestos, a los temas de Estabilidad que estudió Massera.
Recibió los títulos de doctor honoris causa de las universidades La Sapienza (Roma), Humboldt (Berlín), de Niza, de Puebla, de Quito, Técnica de Budapest, San Andrés (Bolivia), La Habana, UFRJ (Río de Janeiro), y de la Universidad de la República (Uruguay).

## Actividad política
Massera comenzó su actividad política en asambleas estudiantiles en el período anterior a la II Guerra Mundial como activista de izquierdas; fue dirigente del Movimiento de Partidarios de la Paz durante la guerra, y al acabar esta se afilió al Partido Comunista (PCU).
Dentro de este siguió la línea renovadora de Rodney Arismendi, que accedió a la dirección del partido en el XVI Congreso de septiembre de 1955. Bajo el liderazgo de éste gestionó la unidad de los partidos de izquierda, que se concretó en la creación del Frente Amplio en 1971; durante esta época fue miembro del Comité Central y ocasionalmente del Comité Ejecutivo. En 1962 fue elegido diputado por el partido; reelecto para la banca en 1966.
Durante la dictadura iniciada en junio de 1973 pasó a la clandestinidad y ejerció la dirección del partido; fue detenido el 22 de octubre de 1975 por pertenecer al PCU, torturado y alojado en el penal de Libertad. Condenado a veinte años de prisión, recuperó la libertad en marzo de 1984; una amplia y vigorosa campaña internacional exigió constantemente su liberación.
Durante los años 80 y 90 participó activamente en debates con autores europeos y latinoamericanos sobre la vitalidad del comunismo y la necesidad de renovar la política y doctrina marxistas, además de implementar en Uruguay el Programa de Desarrollo de las Ciencias Básicas para estimular la producción científica, y participó en los trabajos fundacionales de la Facultad de Ciencias de la Universidad de la República. En la segunda mitad de los 90 se abocó por completo a esta tarea, organizando jornadas sobre Marx en la Sorbona, en la Universidad de París X y en otros centros académicos. Desde 1996 hasta su muerte dirigió la revista Tesis XI. En 1997 recibió el Premio México de Ciencia y Tecnología. Desde 2017 un asteroide lleva su nombre.

## Obras
- Massera, J. L. (1949). «On Liapounoff's conditions of stability». Ann. of Math. 2 (50). pp. 705-721.
- Massera, J. L. (1956). «Contributions to stability theory». Ann. of Math. 2 (64). pp.  182-206.
- Massera, J. L. (1958). «Linear differential equations and functional analysis». Ann. of Math. 2 (67). pp.  517-573.
- Massera, J. L. (1960). «Converse theorems of Lyapunov’s second method». Bol. Soc. Mat. Mexicana 2 (5). pp. 58-163.
- Massera, J. L. & Schäffer, J. J. (1966). Linear differential equations and function spaces. New York & London: Academic Press. ISBN 0-12-478650-2.